# Epiktétosz

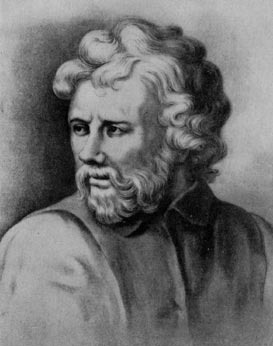
Epiktétosz

Epiktétosz (Hierapolisz, i. sz. 55 körül – Nikopolisz, i. sz. 120 körül) görög sztoikus filozófus.

## Élete
Epiktétosz i. sz. 55 körül születhetett Hierapoliszban, Phrügiában. Elég idősnek kellett lennie ugyanis ahhoz, hogy filozófiát taníthasson, amikor 93-ban Domitianus kitiltotta az összes filozófust Rómából, majd egész Itáliából, hiszen neki is távoznia kellett. 108-ban pedig már öreg embernek mondja magát Eredeti nevét sem ismerjük, hiszen az Epiktétosz görögül csak annyit jelent, hogy „kapott”, „szerzett”, és ez a rabszolga-neve volt. Ifjúságát Nero római császár testőrének rabszolgájaként töltötte Rómában, majd ura felszabadította és taníttatta. Sztoikus filozófiát tanult Caius Musonius Rufustól Egyik lába béna volt gyermekkora óta.

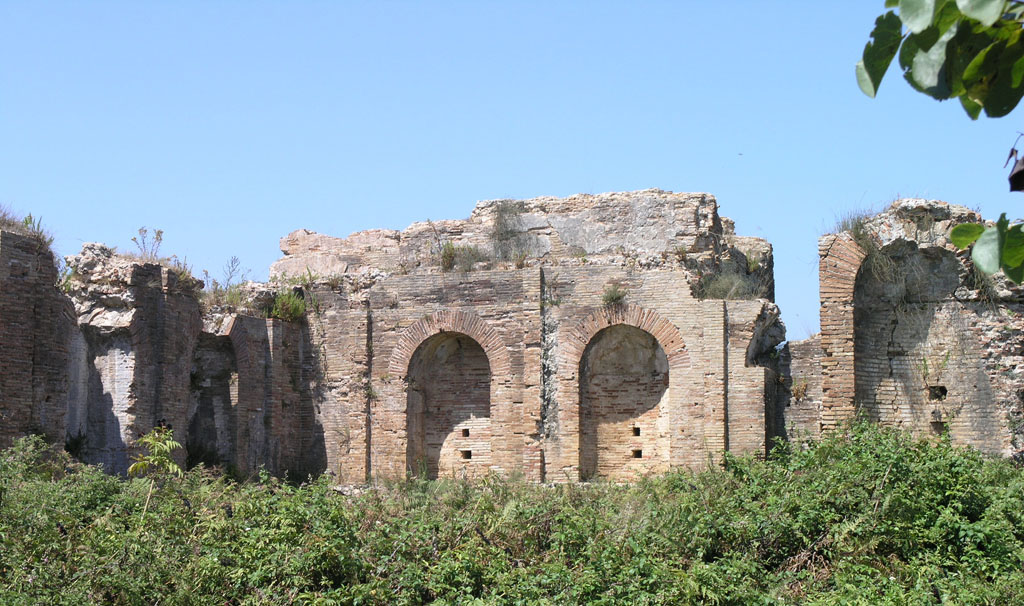
Római kori romok Nikopoliszban

Amikor el kellett hagynia Rómát, visszatért hazájába, Görögországba, és Epirusz vidékén, Nikopoliszban iskolát alapított, amelyet haláláig vezetett.
Leghíresebb tanítványa Arrianus volt, aki ifjúként – 108 körül – hallgatta az ő előadásait. Arrianus azt állítja, hogy ezek alapján írta „Diatribai” (Elmélkedések), illetve „Homiliai” (Beszédek) című műveit. Egyes tudósok szerint azonban ezek inkább Arrianus saját alkotásainak tekintendők. Arrianus szerint Epiktétosz nagyszerű előadó volt, aki elérte, hogy hallgatói azt érezzék, amit ő éreztetni akart velük. Sok jelentős személyiség kereste a társaságát, és Hadrianus császár is barátságot mutatott iránta sőt személyesen hallgathatta előadásait Nikopoliszban.

## Tanítása
Filozófiája mindenekelőtt az etikai kérdéseket tárgyalja, a filozófiai gondolatok gyakorlati átültetését állítja előtérbe. Etikájának középpontjában az egyes ember belső szabadsága, morális autonómiája áll. Szigorú különbséget tesz az ember hatalmán kívül álló, külső adottságnak tekintendő dolgok és állapotok, valamint az ember belső lényegét adó dolgok között, ami felett mindenkinek szabad hatalma van. Zsarnokság idején tartózkodni kell a közéleti szerepléstől, a cím- és rangkórságtól, a vagyonhajhászástól. Kialakítja az erkölcsi személyiség koncepcióját, ami szerinte az ember lényege. A belső szabadság érdekében meg kell vetni azokat a dolgokat, amelyek nincsenek a hatalmunkban.
Az emberi cselekvést azonban szerinte az Isten határozza meg, aki minden emberben, és az egész világban közvetlenül jelen van. Éppen azért, mert Isten mindenkiben jelen van, minden ember a filantrópia, emberszeretet tárgya kell legyen.
Epiktétosz tanításainak hatása változó volt. A 2. században igen jelentős volt, így érezhető az arelatei Favorinusnál, majd ennek tanítványánál, Gelliusnál. Különösen erős Marcus Aurelius, a sztoikus császár műveiben. E rövid virágzás után a középkorban nagyrészt feledésbe merült. Gondolatai azonban közvetve – műveinek keresztényesített formában történt feldolgozása révén – befolyásolták a keresztény gondolkodók munkásságát a késői antikvitástól egészen az újkorig.
Tanításainak hatása, a rá való közvetlen hivatkozás felerősödött a reneszánsz, a humanizmus idején.
Az Arrianus által leírt „Diatribai” (Elmélkedések), és „Homiliai” (Beszédek) mellett népszerű összefoglalója volt munkásságának a századok során az ugyancsak Arrianus által szerkesztett „Enkhiridion” (Kézikönyvecske).
Művét először Thordai János unitárius lelkész fordította magyarra 1628-ban.

## Magyarul
- Epiktetosnak kézikönyvetskéje, avvagy Az életet akármelly állapotban kinek kinek magának tűrhetővé sőt kedvessé tehetésének mestersége; ford. görög-nyelvből és némelly jegyzésekkel, nem különben a' stoikusoknak erköltsi-tudománnyáról való rövid elmélkedéssel megbővítette Mokry Benjamin; Petrózai Trattner Mátyás betűivel, Pest, 1825
- Epiktétos kézikönyvecskéje; ford. Vajda Károly; Wunder, Fehértemplom, 1894
- Epiktétos kézikönyvecskéje vagyis A stoikus bölcs breviáriuma; ford. Sárosi Gyula, előszó Kerényi Károly; Officina, Bp., 1942 (Kétnyelvű klasszikusok A. s. Szövegek)
- Keserű Bálint: Epiktétosz magyarul – a XVII. század elején / Epictetusnak az ió erkölczről irot köniueczkeie; ford. Thordai János; Szegedi Ny., Szeged, 1963 (Irodalomtörténeti dolgozatok)
- Epiktétosz Kézikönyvecske; ford. Sárosi Gyula, utószó Steiger Kornél; Európa,Bp., 1978: 15000 példány (Az ókori irodalom kiskönyvtára)
- Epiktétos kézikönyvecskéje vagyis A stoikus bölcs breviáriuma; ford. Sárosi Gyula, előszó Kerényi Károly; Móra, Bp., 1991
- Epiktétosz összes művei; ford., jegyz., utószó Steiger Kornél; Gondolat, Bp., 2014 (Electa)
- Epiktétosz összes művei; 2. jav. kiad.; ford., jegyz., utószó Steiger Kornél; Gondolat, Bp., 2016 (Electa)
- Kézikönyvecske; ford. Sárosi Gyula, utószó Steiger Kornél; Trubadúr, Budapest, 2024 (Trubadúr zsebkönyvek)